# Clara Vlasselaer
Clara Vlasselaer (* 3. März 2001) ist eine belgische Tennisspielerin.

## Karriere
Vlasselaer trat bislang vor allem bei Turnieren der ITF Junior Tour und der ITF Women’s World Tennis Tour an, wo sie bisher einen Titel im Doppel gewinnen konnte.

## Turniersiege

### Doppel
| Nr. | Datum         | Turnier  | Kategorie | Belag     | Partnerin       | Finalgegnerinnen                  | Ergebnis          |
| --- | ------------- | -------- | --------- | --------- | --------------- | --------------------------------- | ----------------- |
| 1.  | 1. April 2023 | Monastir | ITF W15   | Hartplatz | Amelie Van Impe | Elaine Genovese Lý-Nguyễn Savanna | 6:0, 6:75, [11:9] |